# Mark 81
Mark 81 är en amerikansk flygbomb. Men en massa på bara 119 kg är det den minsta bomben i Mark 80-serien.
Bomben konstruerades under 1950-talet för att ersätta äldre flygbomber med en bomb som var tillräckligt strömlinjeformad för att kunna bäras som extern last i överljudsfart. Bombens skal är av stål och sprängladdningen består av 44 kg sprängmedel; antingen Minol, Tritonal eller H6. Bomben har uttag för 76 mm (3 tum) tändrör både i spetsen och i basen. 

## Varianter
- Mark 81 – Grundkonfiguration med spetsanslagsrör och konventionella fenor.
- Mark 81 Daisy Cutter – Bomben försedd med ett 1,1 meter (36 tum) långt avståndsanslagsrör i nosen.
- Mark 81 Snakeye – Bomben utrustad med en Mark 14 bromsanordning som radikalt ökar bombens luftmotstånd efter att den släppts. Annordningen gör att bomben kan fällas från mycket låg höjd utan att riskera att explosionen skadar flygplanet.
- GBU-29 – Precisionsstyrd bomb utrustad med JDAM-paket. GBU-29 nådde aldrig serieproduktion utan ersattes i stället av GBU-39.